# ワイナプチナ
ワイナプチナ（スペイン語: Huaynaputina）は、ペルー南部・アンデス山脈内にある火山である。標高は4,850m。

## 1600年の噴火
1600年の大噴火は、南アメリカで起きた火山の噴火としては過去最大とされている。この噴火によって、大量の火山灰や二酸化硫黄などが大気圏の上層部まで噴き上げられ、太陽光を遮り、世界各地に寒冷化をもたらした。
この噴火の翌年、広い地域でワインの生産ができなくなり、フランスではワインの収穫が遅れ、ペルーとドイツではワインの生産はほぼ壊滅的だった。スウェーデンでは冬の記録的な降雪で、春は洪水と不作に見舞われ、飢餓と病気が発生した。さらに、ロシアでの大飢饉 (Russian famine of 1601–03) は、大動乱と呼ばれる内乱の一因となった 。
ワイナプチナの噴火以降も、世界各地で多くの火山が噴火し、17世紀の世界的な寒冷化の一因となった。